# Миронайте, Моника Прановна
Мо́ника Пра́новна Мирона́йте (лит. Monika Mironaitė; 1913—2000) — литовская театральная актриса. Лауреат Сталинской премии третьей степени (1952). Народная артистка Литовской ССР (1959).

## Биография
Сестра языковеда и переводчика Ричардаса Миронаса. В 1934 году окончила драматическую студию Экспериментального театра в Каунасе. В 1935—1936 годах работала в Театре марионеток (руководитель Стасис Ушинскас). В 1936—1940 годах была актрисой Государственного театра в Каунасе. В 1940—1955 годах и в 1968—1992 годах работала в Государственном академическом театре драмы Литовской ССР в Вильнюсе. В 1955 году стажировалась в Театре Ленсовета (Ленинград).
В 1955—1968 годах была актрисой Русского драматического театра Литовской ССР. Роли исполняла на литовском и русском языках.
Была женой театрального режиссёра А. Якшявичюса, после его смерти вышла замуж за писателя Ю. Балтушиса.

## Творчество
Актриса широкого творческого диапазона. Сыграла свыше ста разноплановых ролей в постановках драматических произведений западноевропейских, современных литовских и советских авторов, осуществлявшихся режиссёрами А. Юшкявичюсом, Р. М. Юкнявичюсом, Б. Ф. Даугуветисом, В. Я. Головчинером («Василиса Мелентьева» по А. Н. Островскому, 1957; «Битва в пути» по роману Г. Е. Николаевой, 1960; «Эляна» по повести Галины Корсакене «Первый года» и другие).

### Фильмография
- 1969 — Да будет жизнь!
- 1972 — Маленькая исповедь
- 1979 — Блуждающие огоньки

### Роли в театре
- 1940 — «Таня» А. Н. Арбузова — Таня
- 1942, 1959 — «Кукольный дом» Г. Ибсена — Нора
- 1946 — «Враги» М. Горького; режиссёр Б. Ф. Даугуветис — Надя
- 1948 — «Егор Булычов и другие» М. Горького; режиссёр Б. Ф. Даугуветис — Александра
- 1948, 1953 — «Поют петухи» Ю. Балтушиса — Марите
- 1949 — «Коварство и любовь» Ф. Шиллера — Луиза
- 1951 — «Незабываемый 1919-й» В. В. Вишневского — Ольга Симеоновна Буткевич
- 1955 — «Варвары» Горького — Монахова
- 1956 — «Дворянское гнездо» по роману Тургенева — Лиза
- 1961 — «Пигмалион» Б. Шоу; режиссёр Л. Э. Лурье) — Элиза Дулитл
- 1962 — «Двое на качелях» У. Гибсона; режиссёр А. Балтрушайтис — Гитель
- 1964 — «Милый обманщик» Дж. Килти; режиссёр Л. Э. Лурье — Кемпбелл
- 1973 — «Средство Макропулоса» К. Чапека — Эмилия
- 1979 — «Казимерас Сапега» Б. Сруоги — Марысенька
- 1984 — «Тихая ночь» Г. Мюллера — Мать

## Награды и премии
- народная артистка Литовской ССР (1959)
- Сталинская премия третьей степени (1952) — за исполнение роли мадам Буткевич в спектакле «Незабываемый 1919-й» В. В. Вишневского
- орден Ленина (1954)
- орден «Знак Почёта» (1965)
- Государственная премия Литовской ССР (1965)

## Книги
Дочь актрисы, актриса Дагне Якшявичюте, составила и издала книгу воспоминаний, литературных опытов, материалов о Монике Миронайте, затем издала биографическую книгу «Роман жизни Моники Миронайте».
- Mironaitė Monika. Apie gyvenimą, meilę, kūrybą / Sudarė Dagnė Jakševičiūtė. — Vilnius: Margi raštai, 2002. — 227 с. — ISBN 9986-09-245-0.
- Jakševičiūtė Dagnė. Monikos Mironaitės gyvenimo romanas / Sudarė Dagnė Jakševičiūtė. — Vilnius: Alma littera, 2008. — 280 с. — ISBN 978-9955-24-958-0.